# Litchfield (borough, Connecticut)
Litchfield is een plaats (borough) in de Amerikaanse staat Connecticut, en valt bestuurlijk gezien onder Litchfield County.

## Demografie
Bij de volkstelling in 2000 werd het aantal inwoners vastgesteld op 1328.
In 2006 is het aantal inwoners door het United States Census Bureau geschat op 1347, een stijging van 19 (1,4%).

## Geografie
Volgens het United States Census Bureau beslaat de plaats een oppervlakte van
3,6 km², geheel bestaande uit land. Litchfield ligt op ongeveer 281 m boven zeeniveau.

## Plaatsen in de nabije omgeving
De onderstaande figuur toont nabijgelegen 'incorporated' en 'census-designated' plaatsen in een straal van 24 km rond Litchfield.

## Geboren
- Harriet Beecher Stowe (1811-1896), abolitioniste en schrijfster